# Роберта Брюне
Робе́рта Брюне́  (фр. Roberta Brunet, 20 травня 1965) — італійська легкоатлетка, олімпійська медалістка.

## Виступи на Олімпіадах
| Олімпіада      | Дисципліна         | Місце      |
| -------------- | ------------------ | ---------- |
| Сеул 1988      | біг на 3000 метрів | 12 h2 r1/2 |
| Барселона 1992 | біг на 3000 метрів | 10         |
| Атланта 1996   | біг на 5000 метрів | 3          |
| Сідней 2000    | біг на 5000 метрів | 6 h2 r1/2  |